# Lagoa (Macedo de Cavaleiros)
Lagoa ist eine portugiesische Gemeinde (Freguesia) im Kreis Macedo de Cavaleiros. In ihr leben 271 Einwohner (Stand 19. April 2021).